# Ponts (Spagna)
Ponts è un comune spagnolo di 2 393 abitanti situato nella comunità autonoma della Catalogna, nella provincia di Lleida.